# Hudson Mohawke
Hudson Mohawke, właśc. Ross Matthew Birchard (ur. 11 lutego 1986 w Glasgow) – szkocki muzyk, DJ i producent muzyczny. Oprócz działalności solowej jest znany ze współpracy z takimi artystami jak: Kanye West, Pusha T, Drake, ASAP Rocky, Lil Wayne, Anohni, Danny L Harle i Charli XCX. Wraz z Lunice’em tworzy duet TNGHT.
Założyciel wytwórni płytowej LuckyMe.
Laureat nagrody Gold Derby Music Award, raz nominowany do niej. Nominowany do nagrody Grammy.

## Życiorys

### Początki
Ross Matthew Birchard urodził się 11 lutego 1986 roku w Glasgow. Jest synem aktora i piosenkarza Paula Bircharda. To on na początku zachęcał syna do muzyki, wykonując w jego obecności utwór rapowy „Diamonds Rap (We Are the Diamonds)” z 1986 roku, który promował drużynę piłkarską Glasgow Diamond. W wywiadzie dla magazynu The Line of Best Fit Birchard junior przyznał, że jego marzeniem było zarabianie na życie muzyką odkąd miał około 8 lat”. Już w młodym wieku występował jako DJ, a mając 15 lat został najmłodszym finalistą brytyjskich mistrzostw świata DJ-ów DMC (występował pod pseudonimem DJ Itchy). Występował jako DJ w Subcity Radio Uniwersytetu Glasgow, a ostatecznie z kilkoma przyjaciółmi założył kolektyw LuckyMe. Jako członek grupy rapowej Surface Emp wydał w 2005 roku EP-kę zatytułowaną LuckyMe.

### 2006–2010
Około 2006 roku zaczął, już jako Hudson Mohawke, wydawać solowe nagrania. Wraz z innym współzałożycielem LuckyMe, Mikiem Slottem, założył duet producencki Heralds of Change, który w latach 2006–2007 wydał za pośrednictwem dublińskiej wytwórni All City Records cztery EP-ki. W 2007 roku uczęszczał do Red Bull Music Academy w Toronto, gdzie po raz pierwszy spotkał Steve’a Becketta z wytwórni Warp Records. Po wydaniu serii dobrze przyjętych EP-ek (w tym Ooops! z 2008 roku) oraz remiksów podpisał kontrakt z Warp, wydając na początku 2009 roku EP-kę Polyfolk Dance. Pod koniec tego samego roku wydał swój debiutancki album, Butter, zawierający gościnne wokale Dâm-Funka, Oliviera Daysoula i Nadsroica. Zawartość albumu opisał następująco: „Zawsze tworzyłem całą gamę stylów i chciałem to przekazać na albumie, ale nigdy nie usiadłbym i nie pomyślał, że teraz zrobię taki utwór, zawsze dzieje się to naturalnie, w trakcie”. Tytuł płyty, Butter („Masło”) pochodzi, według własnych wyjaśnień artysty, z kilku źródeł: „głównie z opisu R&B z lat 90., idei topienia się dźwięków i pewnego rodzaju kontrastu między masłem a solidnym przedmiotem, który przybiera różne formy... i jest częścią składnika, który tworzy większe rzeczy. Ale zasadniczo ta nazwa mi się spodobała”. Album doszedł do 19. miejsca na liście UK Dance Albums Chart.
W 2010 roku Mohawke wyprodukował EP-kę Some Reptiles Grew Wings zespołu Egyptian Hip Hop. 

### 2010–2020

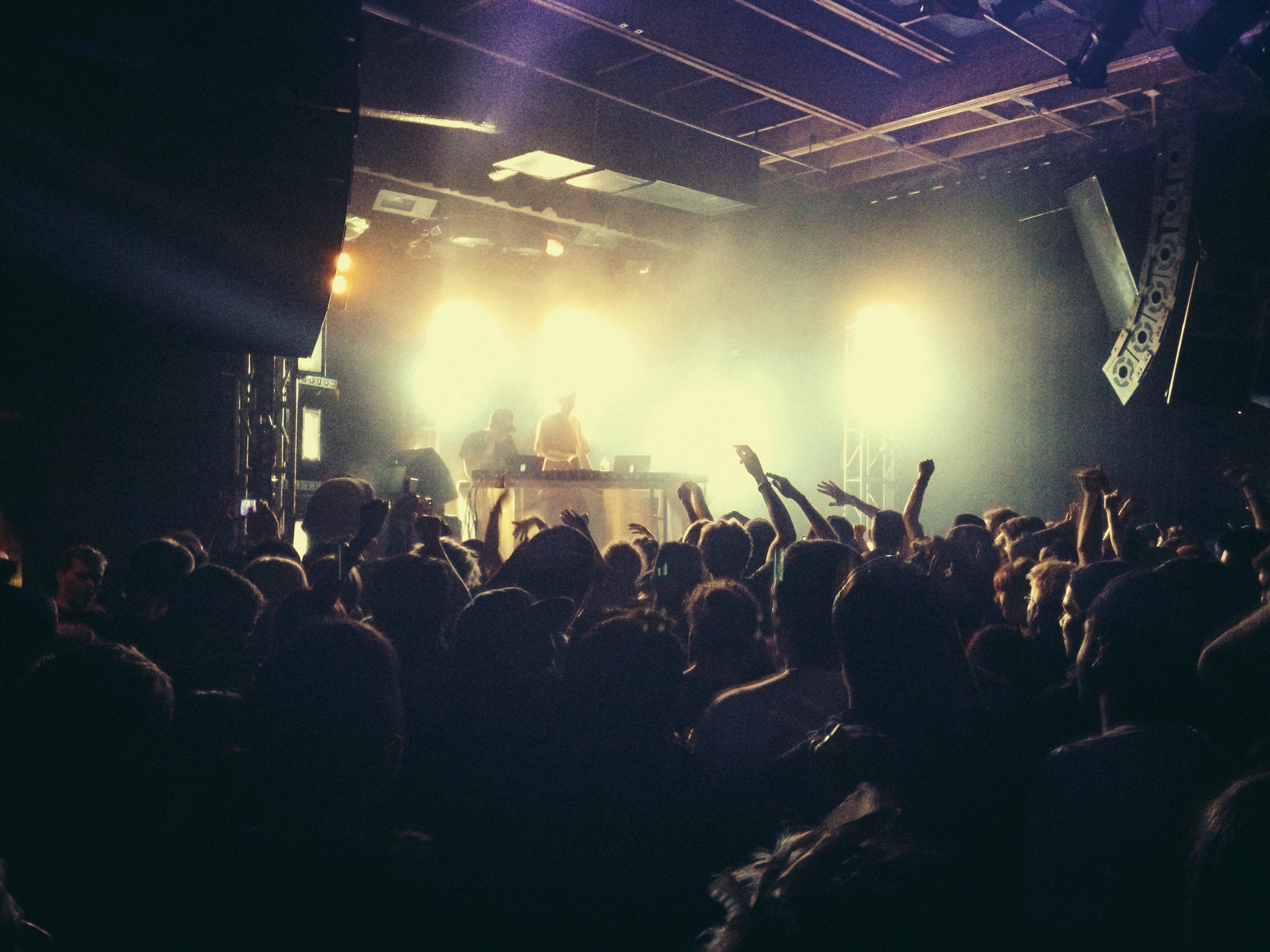
TNGHT w San Francisco (2013)

W 2011 roku wydał pod szyldem Warp swoją drugą EP-kę, Satin Panthers. W 2012 roku razem z kolegą z wytwórni LuckyMe, Lunice’em założył duet TNGHT, który wydał EP-kę Lunice. Jej brzmienie, zbudowane z ciężkich, eksplodujących bitów i syntezatorowych efektów, przyczyniło się do spopularyzowania gatunku trap. Mohawke zaczął współpracować z Kanye Westem. Po wniesieniu swego wkładu do kompilacji Cruel Summer z 2012 roku, oficjalnie podpisał kontrakt z G.O.O.D. Music Westa jako producent na początku 2013 roku. uczestniczył w produkcji utworów przeznaczonych na albumy Yeezus (2013) i The Life of Pablo (2016) Westa. Oprócz tego pracował nad utworami z albumów Drake’a, Pushy T, Lil Wayne’a, A$AP Rocky’ego i innych.
Podczas pracy w G.O.O.D. Music Mohawke zapoznał się z całkowicie nowym podejściem do pisania piosenek. Na albumie Yeezus nad poszczególnymi utworami pracowalo po kilku producentów, a każdy zajmował się pojedynczym aspektem – brzmieniem konkretnego instrumentu lub wokalem. Mohawke doszedł do wniosku, że daje to szerszą perspektywę, co zainspirowało go do zmiany całego podejścia do własnej pracy.
Pod koniec września 2014 roku wydał nakładem Warp własną EP-kę Chimes. Pod koniec tego samego roku firma Apple wystartowała z roczną kampanią MacBooka wykorzystując ścieżkę dźwiękową autorstwa Mohawke’a.
W 2015 roku wydał swój drugi album studyjny, Lantern, na którym gościnnie wystąpili wokaliści Miguel, Jhené Aiko i Antony Hegarty. Albumem tym chciał złożyć hołd emocjom wzbudzonym w czasach swojej młodości: „Podstawowe uczucie, jakie chciałem wywołać tym albumem, to to, co czułem, gdy miałem 9 lub 10 lat, coś podnoszącego na duchu, coś, co doprowadziło euforię tak daleko, jak to możliwe, bez przeradzania się w całkowitą tandetę. Oczywiście, to cienka granica, ale chciałem, aby sednem tej płyty były piosenki, które podnoszą cię na duchu, gdy jesteś przygnębiony lub zagubiony, tak jak niektóre piosenki, gdy byłem dzieckiem i dopiero zaczynałem interesować się muzyką”. Album znalazł się na 6. miejscu listy The 10 Best Dance/Electronic Albums of 2015 tygodnika Billboard. W 2016 roku był współproducentem debiutanckiego albumu Anohni, Hopelessness. 
W 2016 roku skomponował ścieżkę dźwiękową do gry komputerowej Watch Dogs 2, wyprodukowanej przez Ubisoft. Muzycznie nawiązuje ona do jego wcześniejszej twórczości, łączącej muzykę elektroniczną i hip-hop, a jednocześnie do jego zainteresowania muzyką Tomity, Johna Carpentera i Vangelisa oraz grami komputerowymi. Ścieżka dźwiękowa została wydana jako album Ded Sec – Watch Dogs 2 (OST) nakładem Warp. Na przełomie 2016 i 2017 roku artysta przeprowadził się do Los Angeles. W 2017 roku wystąpił razem ze Sky Ferreirą jako wykonawca w jednym z odcinków serialu Twin Peaks.
W sierpniu tego samego roku niezależne wydawnictwo SONGS Music Publishing z Nowego Jorku podpisało z Hudsonem Mohawke umowę o współpublikowaniu na całym świecie. W SONGS Mohawke dołączył do zespołu, w którym znajdują się tacy artyści jak: Lorde, Miike Snow, X Ambassadors, Barns Courtney i The Weeknd. Jak powiedział Greg Johnson, wiceprezes ds. A&R w firmie: „Hudson jest jedną z najważniejszych sił napędowych wschodzącej muzyki współczesnej i jesteśmy zachwyceni współpracą z nim w SONGS”. W marcu 2018 roku Mohawke dołączył razem z zespołami Phoenix i The Lemon Twigs oraz pisarzem i producentem Cassem Lowe‘em do amerykańskiej firmy menedżerskiej C3 Management.
W kolejnych latach wyprodukował single „Maria” Christiny Aguilery (2018) i „Gimme” Banks (2019). Również w 2019 roku TNGHT wydał swój kolejny album, II, a w 2020 roku ukazały się trzy mixtape’y z nagraniami archiwalnymi Mohawke’a: Airborne Lard, Poom Gems i B.B.H.E.

### III dekada XXI w.
W 2021 roku Mohawke i Azealia Banks wydali singiel „Murda She Wrote”, a sam Mohawke pojawił się na albumach Danny’ego L Harle’a i Jimmy’ego Edgara. 
W 2022 roku wydał swój kolejny album, Cry Sugar. Jako jedną z jego inspiracji wymienił „amerykańską dekadencję”, przez którą rozumiał szok kulturowy, jakiego doświadcza w Ameryce przybysz z Europy. Na okładce albumu znalazł się obraz holenderskiego artysty Willehada Eilersa, którego Mohawke poznał podczas pobytu w Amsterdamie. Album doszedł do 2. miejsca na liście UK Dance Albums Chart.
W 2023 roku Mohawke współpracował z Nikkim Nairem przy jego EP-ce Set the Roof. W tym samym roku wydał wspólnie z Tigą album L'Ecstasy, na którym gościnnie wystąpili Channel Tres i Jesse Boykins III.
W 2024 roku był współautorem piosenek „Talk Talk” i „Mean Girls”, które znalazły się na albumie Brat Charli XCX. 

## Wpływ
Mohawke odegrał znaczącą rolę w kształtowaniu brzmienia muzyki elektronicznej i hip-hopu na przełomie I i II dekady XXI wieku. Jako współzałożyciel wytwórni LuckyMe i studia projektowego, był jednym z wiodących nazwisk sceny „wonky”, produkując odmianę instrumentalnego hip-hopu składającą się z niestabilnych beatów i kolorowych dźwięków syntezatorów, czerpiąc z chiptune, funku, IDM i innych stylów. Mohawke stał się następnie rozchwytywanym producentem, współpracując z takimi gwiazdami hip-hopu, jak Kanye West, Drake, Lil Wayne i wieloma innymi. 

## Nagrody i wyróżnienia

### Grammy
Nominowany w 2017 roku do nagrody Grammy w kategorii Najlepsza piosenka rapowa (jako współautor i współproducent piosenki „Famous” Kanye Westa).

### Gold Derby Music Award
- W 2025 roku zdobył nagrodę Gold Derby Music Award w kategorii: Album of the Year za album Brat (wspólnie ze współproducentami tego albumu: A.G. Cookiem, Cirkutem, George’em Danielem, Charli XCX, Gesaffelsteinem, Finnem Keane, El Guincho, Jonem Shave’em, Linusem Wiklundem i Omerem Fedim)[21].
  - W tym samym roku nominowany do tej nagrody za ten sam album w kategorii: Best Pop Album (wspólnie ze współproducentami tego albumu)[21].

## Dyskografia
Opracowana na podstawie materiału źródłowego: Discogs, AllMusic i AOTY:

### Albumy studyjne
- Butter (2009)
- Lantern (2015)
- Cry Sugar (2022)

### Ścieżki dźwiękowe
- DedSec – Watch Dogs 2 (2016)

### Albumy kolaboracyjne
- L’Ecstacy (2023, z Tigą)

### Mixtape’y
- Hudson's Heeters Vol. 1 (2006)
- B.B.H.E. (2020)
- Poom Gems (2020)
- Airborne Lard (2020)
- Valentines Slow Jams Chapter 12 (2023)

### Kompilacje
- 3Pac (2020, mixtape’y: B.B.H.E., Poom Gems, Airborne Lard)

### EP-ki
- Ooops! (2008)
- 7x7 Beat Series: Number 6 (2008)
- Polyfolk Dance (2009)
- Satin Panthers (2011)
- Chimes (2014)
- Heart Of The Night (2020)
- Set The Roof (2023, z Nikkim Nairem)

### Single
- „Star Crackout” / „Root Hands” / „Everybody Else Is Wrong” (2008)
- „Joy Fantastic” (2009)
- „Pleasure” (2011)
- „Thunder Bay” (2011)
- „System” (2011)
- „Warriors” (2015, z Ruckazoidem i Devaeux)
- „Forever 1” (2015)
- „Indian Steps” (2015, z Antony)
- „Shanghaied” (2016)
- „Birthday” (2016, z Boys Noizem)
- „BENT” (2020, z Jimmym Edgarem)
- „Black Cherry” (2020)
- „Hands in the Air” (2020, z Dance System)
- „What U Need” (2020)
- „Love Minus Zero”  (2020, z Tigą)
- „Velvet Sky Of Dreams” (2020, z Tigą)
- „Bicstan” (2022)
- „Pushing On (Always Like Never Before)” (2023)
- „Feel The Rush” (2023, z Tigą)
- „Silence Of Love” (2023, z Tigą)
- „LMZ2023” (2023, z Tigą)
- „Ascending into the clouds” (2023, z Tigą)
- „S e x” (2023)
- „Running Water” (2024, z Soo Joo)
- „Feel The Rush” (2024, z Tigą)
- „IN ORDER 2 - Quelza Remix” (2024, z Quelzą i Tigą)
- „LMZ:RMX” (2025, z Tigą)